# Włodzimierz Kuryłowicz

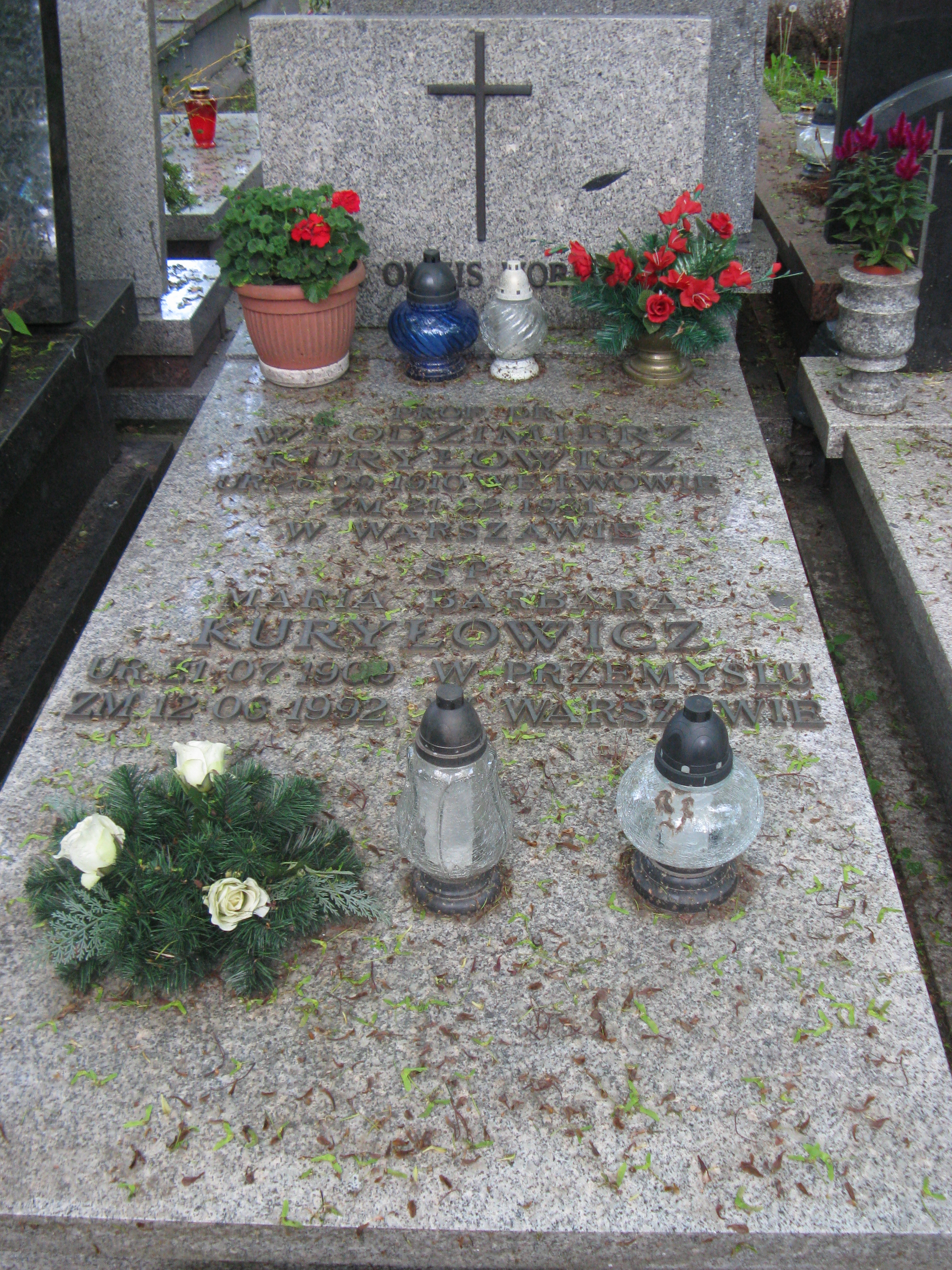
Grób Włodzimierza Kuryłowicza na cmentarzu Wojskowym na Powązkach

Włodzimierz Kuryłowicz (ur. 26 września 1910 we Lwowie, zm. 21 lutego 1991 w Warszawie) – polski mikrobiolog, profesor zwyczajny w Państwowym Zakładzie Higieny w Warszawie, członek PAU i PAN.

## Życiorys
Urodził się 26 września 1910 we Lwowie, w rodzinie Romana, urzędnika, i Flory z Kleczyńskich. Był młodszym bratem Jerzego – językoznawcy. W 1928 ukończył gimnazjum we Lwowie i podjął studia na Wydziale Lekarskim Uniwersytetu Jana Kazimierza (UJK), gdzie w 1936 uzyskał dyplom lekarza, w 1938 stopień doktora medycyny na podstawie rozprawy Stanowisko pałeczki twardzielowej w grupie pałeczek otoczkowych, a w 1939 doktora habilitowanego. Od trzeciego roku studiów (od 1934) pracował w filii Państwowego Zakładu Higieny we Lwowie.
W latach 1939–1941 pracował w Katedrze Mikrobiologii Instytutu Medycznego UJK, podczas okupacji niemieckiej od 1941 przemianowanej na Laboratorium Bakteriologiczno-Serologiczne. Brał udział w działaniach niwelujących epidemię czerwonki bakteryjnej na terenie kresów południowo-wschodnich.
W 1945 opuścił Lwów. W 1945 podjął pracę w Zakładzie Mikrobiologii Lekarskiej Państwowego Zakładu Higieny w Krakowie, a od 1947 kierował Zakładem Antybiotyków PZH w Warszawie. Wspólnie z biochemikiem prof. Tadeuszem Korzybskim rozpoczęli prace nad zwiększeniem wydajności biosyntezy penicyliny i jej oczyszczaniem. W 1946 udali się na stypednium UNRRA do Kanady, gdzie przez pół roku pracowali w Laboratorium MacPhersona na Uniwersytecie w Toronto. W 1950 Kuryłowicz rozpoczął prace nad szczepionkami BCG. W latach 1954–1956 z przerwami pracował w Laboratoriach Centre International de'l Enfance, ośrodka założonego przez Roberta Debré. W latach 1957–1958 był kierownikiem ośrodków naukowych Chińskiej Akademii Nauk w Pekinie i Szanghaju. Następnie w latach 1958–1963 kierował Zakładem Mikrobiologii w Instytutu Gruźlicy w Warszawie; jednocześnie w Instytucie Antybiotyków w Warszawie objął stanowisko kierownicze w Zakładzie Nowych Antybiotyków (1958–1961). W latach 1964–1980 pełnił funkcję dyrektora Państwowego Zakładu Higieny i kierował w nim Zakładem Badania Surowic i Szczepionek.
W 1954 uzyskał tytuł profesora nadzwyczajnego, w 1963 zwyczajnego. Był autorem ponad 270 prac naukowych. Zainicjował w Polsce produkcję antybiotyków.
Był członkiem Komisji Ekspertów ds. Antybiotyków WHO (1950–1970), przedwodniczącym Rady Naukowej przy Ministrze Zdrowia i Opieki Społcznej (1962–1968), wiceprezydentem Międzynarodowej Unii Towarzystw Mikrobiologów (1982–1986), członkiem rzeczywistym Polskiej Akademii Nauk (od 1971), członkiem korespondentem Polskiej Akademii Umiejętności, członkiem honorowym Polskiego Towarzystwa Lekarskiego, Polskiego Towarzystwa Mikrobiologów, członkiem zagranicznym: Brazylijskiej Akademii Nauk Medycznych, Akademii Nauk Medycznych ZSRR, Królewskiej Akademii Medycyny Belgii. Był doktorem honoris causa uniwersytetów w: Recife (1962), Oslo (1976), Lille (1977), Debreczynie (1978), Liège (1980), Quebecu (1985), Münsterze (1989) i Akademii Medycznej w Krakowie (1975).
Zmarł 21 lutego 1991 w Warszawie, pochowany na cmentarzu Wojskowym na Powązkach (kwatera A II-6-25).

## Ordery i odznaczenia
- Krzyż Komandorski z Gwiazdą Orderu Odrodzenia Polski (1968)[8]
- Order Sztandaru Pracy II klasy (1977)[8]
- Krzyż Komandorski Orderu Odrodzenia Polski (1959)[8]
- Krzyż Oficerski Orderu Odrodzenia Polski (22 lipca 1951)[8][9]
- Krzyż Kawalerski Orderu Odrodzenia Polski
- Medal 10-lecia Polski Ludowej (13 stycznia 1955)[10]
- Odznaka tytułu honorowego „Zasłużony Lekarz Polskiej Rzeczypospolitej Ludowej”
- Krzyż Komandorski z Gwiazdą Orderu Lwa Finlandii (Finlandia, 1971)[8]
- Krzyż Kawalerski Orderu Legii Honorowej (Francja, 1978)[8]
- Medal Przyjaźni Polsko-Chińskiej (ChRL)

## Nagrody
- Państwowa Nagroda Naukowa II stopnia (zespołowa) w dziedzinie nauk lekarskich za prace nad antybiotykami oraz za naukowe kierownictwo przy uruchomieniu fabryki penicyliny (1950)[11]
- Nagroda Państwowa I stopnia (zespołowa) (1968)[2]
- Nagroda Fundacji im. A. Jurzykowskiego (USA)

Źródło:.